# Diego Musiak
Diego Musiak ( Argentina, 15 de abril de 1969) es un director de cine, productor y guionista argentino.

## Carrera
Su cinematografía lo ha llevado a rodar en los cinco continentes, participando en varias coproducciones internacionales. Algunas de sus películas han obtenido premios internacionales en los festivales de Cinequest, Los Ángeles, Trieste, Viña del Mar, Cartagena, Schingel, entre otros.
Ha trabajado con actores y actrices nacionales e internacionales renombrados, tales como Miguel Ángel Solá, Martín Seefeld, Maria Grazia Cucinotta, Geraldine Chaplin, China Zorrilla, Susú Pecoraro, Virginia Lago, entre otros.

## Filmografía
Director
- Cenizas al mar (2022)
- Encontrados (2020)[4]
- Hostias - Un amor de película (2012)
- Cartas para Jenny (2009)
- La mayor estafa al pueblo argentino (documental - 2004)
- Te besaré mañana (2001)
- Historias clandestinas en La Habana (1997)[1][3]
- Fotos del alma (1995)[2]

## Premios y nominaciones
Sus filmes han obtenido los siguientes galardones:
Historias clandestinas en La Habana
Asociación de Cronistas Cinematográficos de la Argentina, Premios Cóndor de Plata 1998
- Ulises Dumont nominado al premio al mejor actor de reparto.

Festival Cinequest San José de San José, California 1998
- Película ganadora del Premio del Público junto al filme Desafiando la gravedad (1997).
- Película nominada para el Premio Maverick Spirit

Fotos del alma
Asociación de Cronistas Cinematográficos de la Argentina, Premios Cóndor 1996
- Nominado al Premio a la Mejor Ópera Prima